# Histoire de l'Algarve

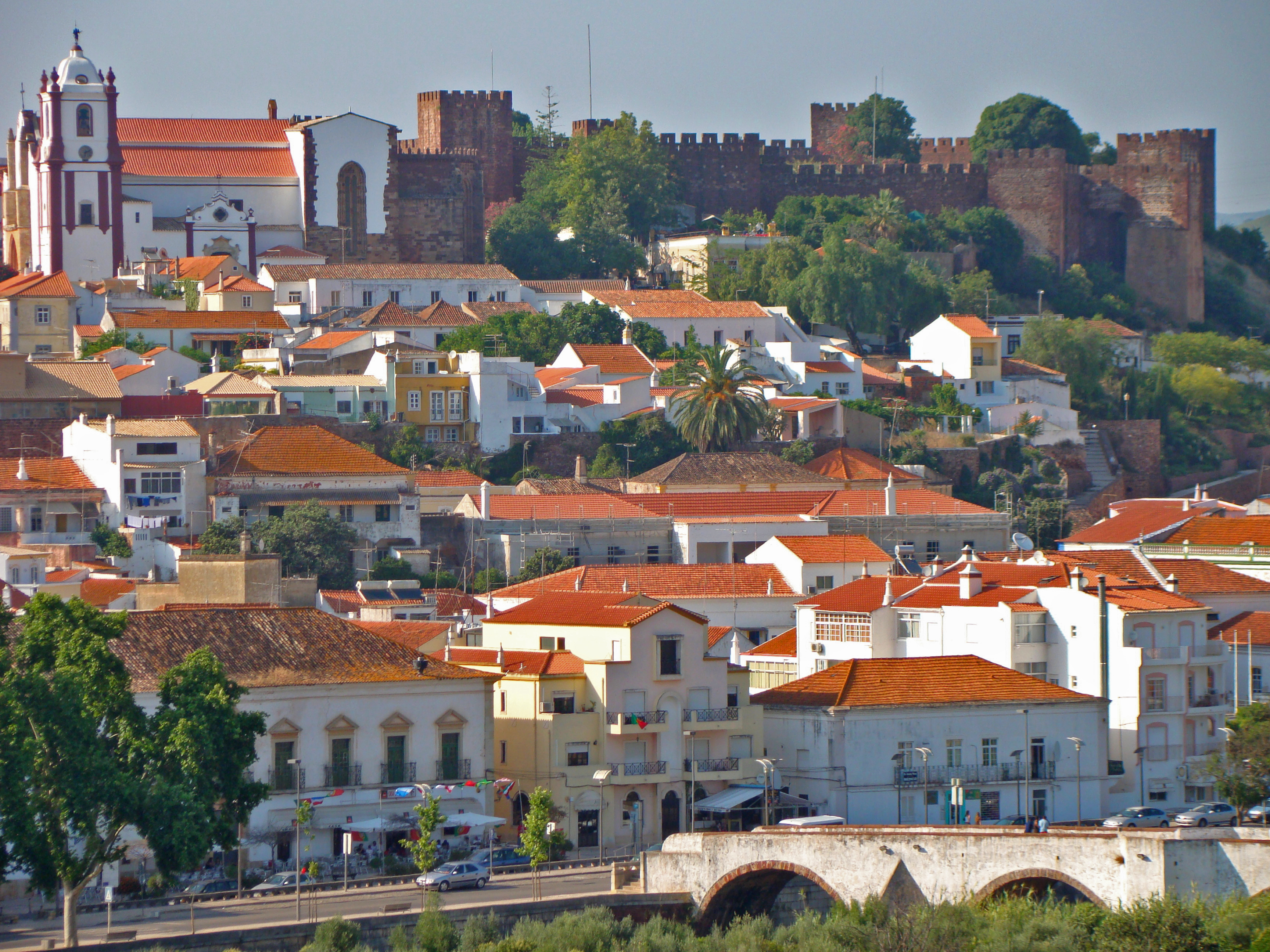
Vue générale de Silves et du château des Maures.

L'histoire de l'Algarve se confond, d'une façon générale, avec celle de l'ensemble de la péninsule Ibérique. Dans le contexte du territoire actuel du Portugal dans la Péninsule, c'était la région où les Maures sont restés plus longtemps, du VIIIe siècle au XIIIe siècle. À l'époque, ce pays s'étendait alors sur les deux rives de la Guadiana.

## Étymologie
L'origine du nom « Algarve », comme celle du nom « Andalousie », est un peu équivoque. En fait, une fois installés dans la péninsule Ibérique au VIIIe siècle, les Arabes ont nommé leurs territoires « Al-Andalus », qui désignait donc la presque totalité de la Péninsule, à l'exception de quelques zones montagneuses du Nord où s'étaient réfugiées les structures chrétiennes défaites.
À la zone occidentale de leur « Andalus », ils donnaient le nom de « Gharb al-Andalus », qui ne veut dire que « l'Occident de l'Andalus » ou « l'Ouest de l'Andalousie » . Donc, pendant un certain temps, la plupart de la péninsule Ibérique a été « Andalus », de même que, pendant un certain temps, la plupart de ce qui deviendrait un jour le Portugal, sur le littoral ouest de la Péninsule, a été « Al-Gharb ».

## Histoire

Progression romaine dans la péninsule Ibérique entre -220 et -19.

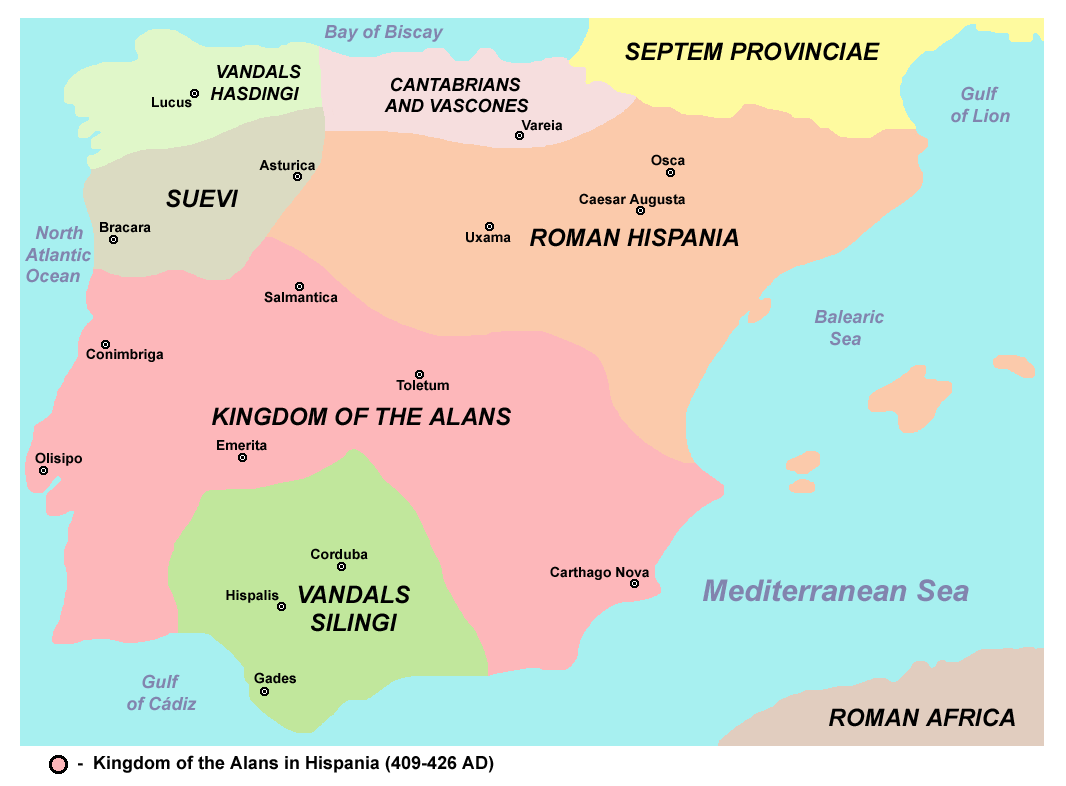
La péninsule Ibérique entre 409 et 426.

### Antiquité
Vers 1000 av. J.-C., les Phéniciens s'installèrent sur les côtes de l'Algarve pour y ouvrir des comptoirs commerciaux.
Peuplée par les Cynètes, qui seront influencés par la civilisation de Tartessos, la région de l'Algarve fut conquise par les Romains au IIIe siècle av. J.-C. et sera intégrée à la province de Lusitanie.
Lors du déclin de l'Empire romain d'Occident et des « Invasions barbares », la péninsule Ibérique fut envahie en 409 par les Vandales, les Suèves et les Alains qui finirent par se partager la Péninsule en 411 ; les Alains reçurent un vaste territoire qui comprenait l'actuelle Algarve. En 429, les Alains évacuèrent la région et suivirent les Vandales en Afrique du Nord. Sous leur roi Euric (466-484), les Wisigoths, installés dans le Sud-Ouest de la Gaule, interviennent en Hispanie et étendent leur domination sur une grande partie de la péninsule Ibérique.

### Moyen Âge
Au milieu du VIe siècle, les Byzantins chassent les Wisigoths du Sud de la péninsule Ibérique et intègre une partie de l'Algarve à l'Empire byzantin (la partie occidentale reste aux mains des Wisigoths). Sous leur roi Swinthila (621-631), les Wisigoths chassent à leur tour les Byzantins et récupèrent la région de l'Algarve qui est intégrée à leur royaume.
Au début du VIIIe siècle, lors l'invasion musulmane de la péninsule Ibérique (711) et la chute du royaume des Wisigoths, l'Algarve est conquise par les Omeyyades (v. 715), et sera intégrée plus tard à l'Émirat de Cordoue (756).
La reconquête chrétienne de la péninsule Ibérique s'est étendue au long de presque huit siècles, du VIIIe au XVe siècle. Au fur et à mesure qu'elle avançait vers le Sud, Al-Andalus (c'est-à-dire le territoire musulman dans la Péninsule) se rétrécissait, de la même façon que se rétrécissait Gharb al-Andalus (c'est-à-dire la bande occidentale du territoire musulman dans la péninsule).

L'Algarve fut définitivement reconquise au XIIIe siècle par le roi Alphonse III de Portugal via la prise de Faro en 1249 qui marque la fin de la Reconquista portugaise. Au traité de Badajoz en 1267, Alphonse III concède au roi Alphonse X de Castille la portion orientale de l'Algarve, à l'est du fleuve Guadiana, en échange de la reconnaissance de la souveraineté portugaise sur la partie occidentale. De ce partage vient les noms d'Algarve espagnole (depuis absorbée dans l'Andalousie) et d'Algarve portugaise. La partie portugaise fit partie du royaume d'Algarve (1249–1910), dont la capitale fut Silves.

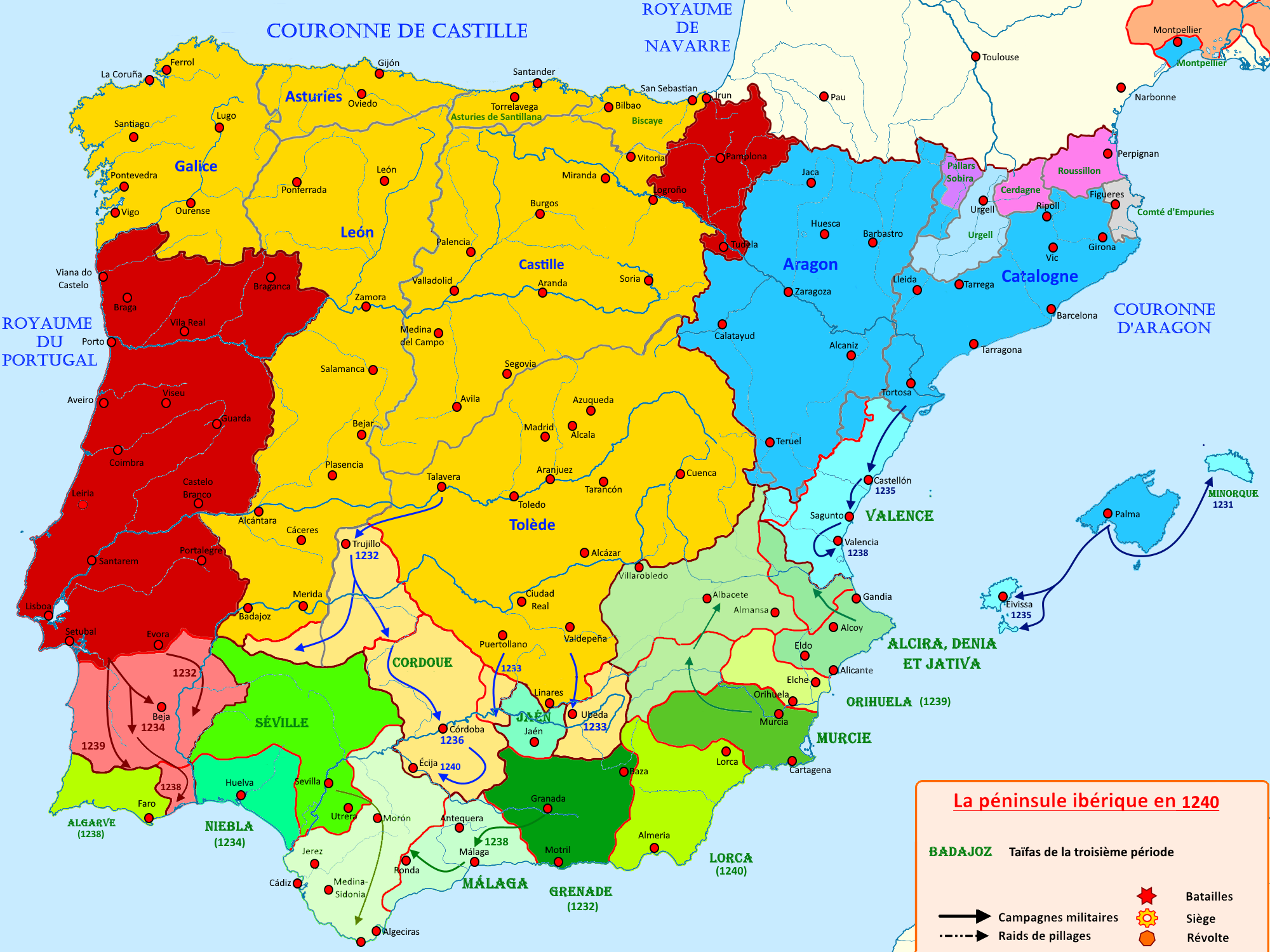
La conquête de l'Algarve de 1230 à 1240.

Au XIIIe siècle, « Gharb al-Andalus » était réduit à une bande dans le Sud de ce qui était déjà reconnu comme le Royaume du Portugal. C'est pourquoi le nom « Al-Gharb » (adapté à la phonétique et à l'orthographe portugaises) a fini par ne désigner que la dernière région sous domination arabe au Portugal, la région qui porta désormais le nom d'Algarve. Identiquement, vers la fin du XVe siècle, « Al-Andalus » était réduit à une portion relativement petite dans ce qui deviendrait en 1492 l'Espagne. C'est pourquoi le nom « Al-Andalus » (adapté à la phonétique et à l'orthographe castillanes) a fini par ne désigner que la dernière région sous domination arabe en Espagne, la région qui porta désormais le nom d'Andalousie (Andalucía).